# Jugoszlávia az 1960. évi nyári olimpiai játékokon
Jugoszlávia az olaszországi Rómában megrendezett 1960. évi nyári olimpiai játékok egyik részt vevő nemzete volt. Az országot az olimpián 14 sportágban 116 sportoló képviselte, akik összesen 2 érmet szereztek.

## Érmesek
| Érem  | Versenyző | Sportág    | Versenyszám        |
| ----- | --- | ---------- | ------------------ |
| Arany | Nemzeti válogatott Andrija Anković Vladimir Durković Milan Galić Fahrudin Jusufi Tomislav Knez Bora Kostić Aleksandar Kozlina Dušan Maravić Željko Matuš Željko Perušić Novak Roganović Velimir Sombolac Milutin Šoškić Silvester Takač Blagoja Vidinić Ante Žanetić | Labdarúgás | Férfi              |
| Ezüst | Branislav Martinović | Birkózás   | Kötöttfogás, 67 kg |

## Atlétika
Férfi
| Versenyző                                           | Versenyszám     | Előfutam | Előfutam | Negyeddöntő | Negyeddöntő | Elődöntő | Elődöntő | Döntő     | Döntő    |
| Versenyző                                           | Versenyszám     | Idő      | Hely.    | Idő         | Hely.       | Idő      | Hely.    | Idő       | Helyezés |
| --------------------------------------------------- | --------------- | -------- | -------- | ----------- | ----------- | -------- | -------- | --------- | -------- |
| Borut Ingolič                                       | 800 m           | 1:51,4   | 4.       | kiesett     | kiesett     | kiesett  | kiesett  | kiesett   | kiesett  |
| Stanko Lorger                                       | 110 m gát       | 14,4     | 2.       | 14,4        | 3.          | 14,5     | 5.       | kiesett   | kiesett  |
| Milad Petrušić                                      | 110 m gát       | 14,6     | 3.       | 14,6        | 5.          | kiesett  | kiesett  | kiesett   | kiesett  |
| Franc Hafner                                        | 3000 m akadály  | 8:55,4   | 6.       |             |             |          |          | kiesett   | kiesett  |
| Franjo Mihalić                                      | Maraton         |          |          |             |             |          |          | 2:21:52,6 | 12.      |
| Franjo Škrinjar                                     | Maraton         |          |          |             |             |          |          | 2:21:40,2 | 10.      |
| Srđan Savić Ðani Kovač Miloje Grujić Viktor Šnajder | 4 × 400 m váltó | 3:10,6   | 3.       |             | 3:10,2      | 6.       | kiesett  | kiesett   |          |

| Versenyző      | Versenyszám   | Selejtező | Selejtező | Döntő    | Döntő    |
| Versenyző      | Versenyszám   | Eredmény  | Helyezés  | Eredmény | Helyezés |
| -------------- | ------------- | --------- | --------- | -------- | -------- |
| Đorđe Majtan   | Magasugrás    | 195 cm    | 26.       | kiesett  | kiesett  |
| Roman Lešek    | Rúdugrás      | 420 cm    | =14.      | kiesett  | kiesett  |
| Leon Lukman    | Rúdugrás      | 440 cm    | 7.        | 440 cm   | 9.       |
| Zvonko Bezjak  | Kalapácsvetés | 60,90 m   | 10.       | 64,21 m  | 6.       |
| Krešimir Račić | Kalapácsvetés | 57,27 m   | =24.      | kiesett  | kiesett  |

| Versenyző    | Versenyszám | 100 m | 100 m | Távolugrás | Távolugrás | Súlylökés | Súlylökés | Magasugrás | Magasugrás | 400 m | 400 m | 110 m gát        | 110 m gát        | Diszkoszvetés | Diszkoszvetés | Rúdugrás      | Rúdugrás      | Gerelyhajítás | Gerelyhajítás | 1500 m        | 1500 m        | Végeredmény   | Végeredmény   |
| Versenyző    | Versenyszám | Idő   | Pont  | Eredmény   | Pont       | Eredmény  | Pont      | Eredmény   | Pont       | Idő   | Pont  | Idő              | Pont             | Eredmény      | Pont          | Eredmény      | Pont          | Eredmény      | Pont          | Idő           | Pont          | Pont          | Helyezés      |
| ------------ | ----------- | ----- | ----- | ---------- | ---------- | --------- | --------- | ---------- | ---------- | ----- | ----- | ---------------- | ---------------- | ------------- | ------------- | ------------- | ------------- | ------------- | ------------- | ------------- | ------------- | ------------- | ------------- |
| Jože Brodnik | Tízpróba    | 11,6  | 707   | 691 cm     | 758        | 12,30 m   | 609       | 180 cm     | 770        | 51,0  | 772   | 15,7             | 652              | 37,66 m       | 563           | 410 cm        | 795           | 65,30 m       | 858           | 4:37,7        | 434           | 6918          | 9.            |
| Mirko Kolnik | Tízpróba    | 11,2  | 834   | 693 cm     | 764        | 13,10 m   | 681       | 170 cm     | 656        | 53,9  | 588   | nem állt rajthoz | nem állt rajthoz | nem ért célba | nem ért célba | nem ért célba | nem ért célba | nem ért célba | nem ért célba | nem ért célba | nem ért célba | nem ért célba | nem ért célba |

Női
| Versenyző       | Versenyszám | Előfutam | Előfutam | Negyeddöntő | Negyeddöntő | Elődöntő | Elődöntő | Döntő   | Döntő    |
| Versenyző       | Versenyszám | Idő      | Hely.    | Idő         | Hely.       | Idő      | Hely.    | Idő     | Helyezés |
| --------------- | ----------- | -------- | -------- | ----------- | ----------- | -------- | -------- | ------- | -------- |
| Olga Šikovec    | 100 m       | 12,1     | 3.       | 12,5        | 5.          | kiesett  | kiesett  | kiesett | kiesett  |
| Olga Šikovec    | 200 m       | 24,8     | 5.       |             | kiesett     | kiesett  | kiesett  | kiesett |          |
| Draga Stamejčič | 80 m gát    | 11,3     | 3.       |             | kiesett     | kiesett  | kiesett  | kiesett |          |

| Versenyző       | Versenyszám   | Selejtező | Selejtező | Döntő    | Döntő    |
| Versenyző       | Versenyszám   | Eredmény  | Helyezés  | Eredmény | Helyezés |
| --------------- | ------------- | --------- | --------- | -------- | -------- |
| Olga Gere-Pulić | Magasugrás    | 165 cm    | =7.       | 165 cm   | =9.      |
| Milena Usenik   | Súlylökés     | 14,74 m   | 10.       | 14,19 m  | 12.      |
| Milena Čelesnik | Diszkoszvetés | 30,84 m   | 22.       | kiesett  | kiesett  |

## Birkózás
Kötöttfogású
| Versenyző            | Versenyszám | 1. forduló                    | 1. forduló | 1. forduló | 2. forduló                               | 2. forduló | 2. forduló | 3. forduló                 | 3. forduló | 3. forduló | 4. forduló                       | 4. forduló | 4. forduló | 5. forduló                    | 5. forduló | 5. forduló | 6. forduló                   | 6. forduló | 6. forduló | Döntő                        | Döntő   | Döntő   | Helyezés |
| Versenyző            | Versenyszám | Ellenfél Eredmény             | Pont       | Hely.      | Ellenfél Eredmény                        | Pont       | Hely.      | Ellenfél Eredmény          | Pont       | Hely.      | Ellenfél Eredmény                | Pont       | Hely.      | Ellenfél Eredmény             | Pont       | Hely.      | Ellenfél Eredmény            | Pont       | Hely.      | Ellenfél Eredmény            | Pont    | Hely.   | Helyezés |
| -------------------- | ----------- | ----------------------------- | ---------- | ---------- | ---------------------------------------- | ---------- | ---------- | -------------------------- | ---------- | ---------- | -------------------------------- | ---------- | ---------- | ----------------------------- | ---------- | ---------- | ---------------------------- | ---------- | ---------- | ---------------------------- | ------- | ------- | -------- |
| Borivoj Vukov        | 52 kg       | Bengt Frännfors (SWE) · 2-2   | 2          | =8.        | Franz Burkhard (SUI) · kétvállas         | 2          | =2.        | Georgi Moskov (BUL) · 1-3  | 3          | =2.        | Dumitru Pîrvulescu (ROU) · 3-1   | 6          | 7.         |                               |            |            |                              |            |            | kiesett                      | kiesett | kiesett | 7.       |
| Stipan Dora          | 57 kg       | Aimé Verhoeven (BEL) · 1-3    | 1          | =6.        | Ali Bani Hashemi (IRI) · 1-3             | 2          | =6.        | Oleg Karavajev (URS) · 3-1 | 5          | =10.       | Edvin Vesterby (SWE) · kétvállas | 9          | 12.        | kiesett                       | kiesett    | kiesett    |                              |            |            | kiesett                      | kiesett | kiesett | 12.      |
| Vojislav Gološin     | 62 kg       | Polyák Imre (HUN) · kétvállas | 4          | =22.       | Konsztantyin Virupajev (URS) · kétvállas | 8          | =22.       | kiesett                    | kiesett    | kiesett    | kiesett                          | kiesett    | kiesett    | kiesett                       | kiesett    | kiesett    | kiesett                      | kiesett    | kiesett    | kiesett                      | kiesett | kiesett | 22.      |
| Branislav Martinović | 67 kg       | Dumitru Gheorghe (ROU) · 1-3  | 1          | =3.        | Gustaf Freij (SWE) · 2-2                 | 3          | =5.        | Leo Piek (NED) · kétvállas | 3          | 2.         | Bartl Brötzner (AUT) · 1-3       | 4          | =2.        | erőnyerő                      | 4          | 1.         |                              |            |            | Avtandil Koridse (URS) · 3-1 | 7       | 2.      |          |
| Stevan Horvat        | 73 kg       | Mithat Bayrak (TUR) · 3-1     | 3          | =16.       | Juan Rolón (ARG) · kétvállas             | 3          | =8.        | erőnyerő                   | 3          | =5.        | Rizmayer Antal (HUN) · 1-3       | 4          | 5.         | Hrihorij Hamarnik (URS) · 1-3 | 5          | =3.        | René Schiermeyer (FRA) · 1-3 | 6          | 4.         | kiesett                      | kiesett | kiesett | 4.       |

## Evezés
| Versenyző                                                                                 | Versenyszám              | Előfutam | Előfutam | Vigaszág | Vigaszág | Elődöntő | Elődöntő | Döntő   | Döntő   | Helyezés    |
| Versenyző                                                                                 | Versenyszám              | Idő      | Hely.    | Idő      | Hely.    | Idő      | Hely.    | Idő     | Hely.   | Helyezés    |
| ----------------------------------------------------------------------------------------- | ------------------------ | -------- | -------- | -------- | -------- | -------- | -------- | ------- | ------- | ----------- |
| Joža Lovec Perica Vlašić                                                                  | Kétpárevezős             | 6:49,94  | 3.       | 7:07,61  | 3.       |          |          | kiesett | kiesett | helyezetlen |
| Nikola Čupin Antun Ivanković                                                              | Kormányos nélküli kettes | 7:08,54  | 3.       | 7:14,20  | 1.       | 7:38,83  | 3.       | 7:20,91 | 6.      | 6.          |
| Paško Škarica Ante Vrčić Josip Bujas (kormányos)                                          | Kormányos kettes         | 7:49,81  | 4.       | 7:48,05  | 2.       |          |          | kiesett | kiesett | helyezetlen |
| Vladimir Nekora Janez Pintar Adolf Potočar Vjekoslav Skalak Nikola Stipanicev (kormányos) | Kormányos négyes         | 6:56,91  | 4.       | 7:00,71  | 3.       | kiesett  | kiesett  | kiesett | kiesett | helyezetlen |

## Kajak-kenu
Férfi
| Versenyző                        | Versenyszám         | Előfutam | Előfutam | Vigaszág | Vigaszág | Elődöntő | Elődöntő | Döntő   | Döntő    |
| Versenyző                        | Versenyszám         | Idő      | Hely.    | Idő      | Hely.    | Idő      | Hely.    | Idő     | Helyezés |
| -------------------------------- | ------------------- | -------- | -------- | -------- | -------- | -------- | -------- | ------- | -------- |
| Aleksandar Kerčov                | Kajak egyes 1000 m  | 4:07,08  | 4.       | 4:07,33  | 2.       | 4:10,27  | 5.       | kiesett | kiesett  |
| Staniša Radmanović Radovan Božin | Kajak kettes 1000 m | 3:47,85  | 5.       | 3:49,95  | 2.       | 3:52,20  | 4.       | kiesett | kiesett  |

## Kerékpározás

### Országúti kerékpározás
| Versenyző                                                   | Versenyszám     | Idő              | Helyezés |
| ----------------------------------------------------------- | --------------- | ---------------- | -------- |
| Alojz Bajc                                                  | Mezőnyverseny   | 4:31:12 (+10:35) | 69.      |
| Ivan Levačić                                                | Mezőnyverseny   | 4:20:57 (+0:20)  | 30.      |
| Nevenko Valčić                                              | Mezőnyverseny   | 4:20:57 (+0:20)  | 31.      |
| Janez Žirovnik                                              | Mezőnyverseny   | 4:20:57 (+0:20)  | 8.       |
| Ivan Levačić Veselin Petrović Nevenko Valčić Janez Žirovnik | Csapat időfutam | 2:25:35,15       | 15.      |

## Kosárlabda
| Jugoszláv férfi kosárlabdacsapat-játékoskeret                                                         | Jugoszláv férfi kosárlabdacsapat-játékoskeret                                                           |
| --- | --- |
| - Ivo Daneu - Sreten Dragojlović - Nemanja Đurić - Giuseppe Gjergja - Slobodan Gordić - Marjan Kandus | - Radivoj Korać - Boris Kristančič - Miha Lokar - Miodrag Nikolić - Zvonko Petrićević - Radovan Radović |

### Eredmények
Csoportkör
B csoport
| Csapat              | M | Gy | V | P+  | P–  | Pk |
| ------------------- | - | -- | - | --- | --- | -- |
| Csehszlovákia (TCH) | 3 | 2  | 1 | 201 | 192 | +9 |
| Jugoszlávia (YUG)   | 3 | 2  | 1 | 193 | 199 | –6 |
| Franciaország (FRA) | 3 | 1  | 2 | 187 | 190 | –3 |
| Bulgária (BUL)      | 3 | 1  | 2 | 209 | 209 | 0  |

| 1960. augusztus 26. 16:00 | Jugoszlávia (YUG) | 67 – 62 | Bulgária (BUL) |  |
| 1960. augusztus 26. 16:00 | (35 – 30)         |         |                |  |

| 1960. augusztus 27. 9:00 | Jugoszlávia (YUG) | 62 – 61 | Franciaország (FRA) |  |
| 1960. augusztus 27. 9:00 | (32 – 35)         |         |                     |  |

| 1960. augusztus 29. 10:30 | Csehszlovákia (TCH) | 76 – 64 | Jugoszlávia (YUG) |  |
| 1960. augusztus 29. 10:30 | (40 – 35)           |         |                   |  |

Középdöntő
F csoport
| Csapat                 | M | Gy | V | P+  | P–  | Pk   |
| ---------------------- | - | -- | - | --- | --- | ---- |
| Egyesült Államok (USA) | 3 | 3  | 0 | 293 | 149 | +144 |
| Szovjetunió (URS)      | 3 | 2  | 1 | 232 | 195 | +37  |
| Jugoszlávia (YUG)      | 3 | 1  | 2 | 197 | 275 | –78  |
| Uruguay (URU)          | 3 | 0  | 3 | 186 | 289 | –103 |

| 1960. szeptember 1. 17:30 | Egyesült Államok (USA) | 104 – 42 | Jugoszlávia (YUG) |  |
| 1960. szeptember 1. 17:30 | (63 – 16)              |          |                   |  |

| 1960. szeptember 2. 17:30 | Szovjetunió (URS) | 88 – 61 | Jugoszlávia (YUG) |  |
| 1960. szeptember 2. 17:30 | (44 – 30)         |         |                   |  |

| 1960. szeptember 3. 17:30 | Jugoszlávia (YUG) | 94 – 83 | Uruguay (URU) |  |
| 1960. szeptember 3. 17:30 | (43 – 35)         |         |               |  |

Az 5–8. helyért
| 1960. szeptember 7. 22:30 | Jugoszlávia (YUG) | 95 – 81 | Lengyelország (POL) |  |
| 1960. szeptember 7. 22:30 | (55 – 44)         |         |                     |  |

| 1960. szeptember 9. 22:30 | Csehszlovákia (TCH) | 98 – 93 | Jugoszlávia (YUG) |  |
| 1960. szeptember 9. 22:30 | (38 – 45)           |         |                   |  |

A táblázat tartalmazza a középdöntőben lejátszott Jugoszlávia – Uruguay 94–83-as eredményt.
| Csapat              | M | Gy | V | P+  | P–  | Pk  |
| ------------------- | - | -- | - | --- | --- | --- |
| Csehszlovákia (TCH) | 3 | 3  | 0 | 284 | 240 | +44 |
| Jugoszlávia (YUG)   | 3 | 2  | 1 | 282 | 262 | +20 |
| Lengyelország (POL) | 3 | 1  | 2 | 220 | 245 | –25 |
| Uruguay (URU)       | 3 | 0  | 3 | 217 | 256 | –39 |

| Csapat            | Helyezés |
| ----------------- | -------- |
| Jugoszlávia (YUG) | 6.       |

## Labdarúgás
| Jugoszláv labdarúgócsapat-játékoskeret                                                                                                   | Jugoszláv labdarúgócsapat-játékoskeret                                                                                                   |
| --- | --- |
| - Andrija Anković - Vladimir Durković - Milan Galić - Fahrudin Jusufi - Tomislav Knez - Bora Kostić - Aleksandar Kozlina - Dušan Maravić | - Željko Matuš - Željko Perušić - Novak Roganović - Velimir Sombolac - Milutin Šoškić - Silvester Takač - Blagoja Vidinić - Ante Žanetić |

### Eredmények
Csoportkör
A csoport
| Csapat                    | M | Gy | D | V | G+ | G– | Gk | P |
| ------------------------- | - | -- | - | - | -- | -- | -- | - |
| Jugoszlávia               | 3 | 2  | 1 | 0 | 13 | 4  | +9 | 5 |
| Bulgária                  | 3 | 2  | 1 | 0 | 8  | 3  | +5 | 5 |
| Egyesült Arab Köztársaság | 3 | 0  | 1 | 2 | 4  | 11 | –7 | 1 |
| Törökország               | 3 | 0  | 1 | 2 | 3  | 10 | –7 | 1 |

| 1960. augusztus 26. 21:00 |

| Jugoszlávia (YUG)                                                 | 6–1               | Egyesült Arab Köztársaság |
| ----------------------------------------------------------------- | ----------------- | ------------------------- |
| Rifai 3' (öngól) Galić 30' (11-esből) Kostić 32' 61' 63' Knez 49' | (3–0) Jegyzőkönyv | Attia 72'                 |

| Pescara Játékvezető: Leafe (brit) |

| 1960. augusztus 29. 21:00 |

| Jugoszlávia (YUG)                 | 4–0               | Törökország |
| --------------------------------- | ----------------- | ----------- |
| Kostić 10' 89' Galić 46' Knez 61' | (1–0) Jegyzőkönyv |             |

| Firenze Játékvezető: Orlandini (olasz) |

| 1960. szeptember 1. 21:00 |

| Bulgária (BUL)                | 3–3               | Jugoszlávia       |
| ----------------------------- | ----------------- | ----------------- |
| Kovacsev 59' Debarski 81' 89' | (0–0) Jegyzőkönyv | Galić 49' 57' 69' |

| Róma Nézőszám: 15 000 Játékvezető: Jonni (olasz) |

Elődöntő
| 1960. szeptember 5. 21:00 |

| Olaszország (ITA) | 1–1 (h. u.)                 | Jugoszlávia |
| ----------------- | --------------------------- | ----------- |
| Tumburus 109'     | (0–0, 0–0, 0–0) Jegyzőkönyv | Galić 107'  |

| Nápoly Játékvezető: Kandlbinder (nyugat-német) |

Jugoszlávia sorsolással jutott tovább.
Döntő
| 1960. szeptember 10. 21:00 |

| Jugoszlávia (YUG)             | 3–1               | Dánia          |
| ----------------------------- | ----------------- | -------------- |
| Galić 1' Matuš 11' Kostić 69' | (2–0) Jegyzőkönyv | F. Nielsen 90' |

| Róma Nézőszám: 40 000 Játékvezető: Lo Bello (olasz) |

| Csapat            | Helyezés |
| ----------------- | -------- |
| Jugoszlávia (YUG) |          |

## Ökölvívás
| Versenyző             | Versenyszám   | Selejtező         | 32-es főtábla                 | Nyolcaddöntő                 | Negyeddöntő              | Elődöntő          | Döntő             | Helyezés |
| Versenyző             | Versenyszám   | Ellenfél Eredmény | Ellenfél Eredmény             | Ellenfél Eredmény            | Ellenfél Eredmény        | Ellenfél Eredmény | Ellenfél Eredmény | Helyezés |
| --------------------- | ------------- | ----------------- | ----------------------------- | ---------------------------- | ------------------------ | ----------------- | ----------------- | -------- |
| Miloslav Paunović     | Pehelysúly    |                   | Francesco Musso (ITA) · 1-4   | kiesett                      | kiesett                  | kiesett           | kiesett           | 17.      |
| Tomislav Kelava       | Váltósúly     | erőnyerő          | Omrane Sadok (TUN) · RSC      | kiesett                      | kiesett                  | kiesett           | kiesett           | 17.      |
| Dragoslav Jakovljević | Nagyváltósúly |                   | Souleymane Diallo (FRA) · 0-5 | kiesett                      | kiesett                  | kiesett           | kiesett           | 17.      |
| Obrad Sretenović      | Nehézsúly     |                   | Joe Casey (IRL) · 5-0         | Eduardo Corletti (ARG) · 4-1 | Daniel Bekker (RSA) · KO | kiesett           | kiesett           | 5.       |

## Sportlövészet
Férfi
| Versenyző            | Versenyszám                    | Selejtező | Selejtező | Selejtező | Döntő   | Döntő    |
| Versenyző            | Versenyszám                    | Csoport   | Pont      | Helyezés  | Pont    | Helyezés |
| -------------------- | ------------------------------ | --------- | --------- | --------- | ------- | -------- |
| Ilija Ničić          | Szabadpisztoly                 | B         | 355       | 6.        | 529     | 29.      |
| Karlo Umek           | Szabadpisztoly                 | A         | 353       | 11.       | 533     | 22.      |
| Vladimir Grozdanović | Szabadpuska, összetett (300 m) | A         | 538       | 13.       | 1073    | 27.      |
| Josip Ćuk            | Szabadpuska, összetett (300 m) | B         | 535       | 15.       | 1085    | 23.      |
| Josip Ćuk            | Sportpuska, fekvő              | A         | 379       | 28.       | kiesett | =55.     |
| Miroslav Stojanović  | Sportpuska, fekvő              | B         | 381       | 25.       | 566     | 51.      |
| Miroslav Stojanović  | Sportpuska, összetett          | A         | 547       | 17.       | 1117    | 21.      |
| Branislav Lončar     | Sportpuska, összetett          | B         | 558       | 7.        | 1104    | 37.      |

## Torna
Férfi
| Versenyző                                                                            | Versenyszám      | Selejtező | Selejtező | Döntő    | Döntő    |
| Versenyző                                                                            | Versenyszám      | Pontszám  | Helyezés  | Pontszám | Helyezés |
| ------------------------------------------------------------------------------------ | ---------------- | --------- | --------- | -------- | -------- |
| Ivan Čaklec                                                                          | Talaj            | 18,50     | =26.      | kiesett  | kiesett  |
| Ivan Čaklec                                                                          | Ugrás            | 18,10     | =46.      | kiesett  | kiesett  |
| Ivan Čaklec                                                                          | Korlát           | 17,50     | =87.      | kiesett  | kiesett  |
| Ivan Čaklec                                                                          | Nyújtó           | 18,60     | =31.      | kiesett  | kiesett  |
| Ivan Čaklec                                                                          | Gyűrű            | 17,35     | 94.       | kiesett  | kiesett  |
| Ivan Čaklec                                                                          | Lólengés         | 18,65     | =23.      | kiesett  | kiesett  |
| Ivan Čaklec                                                                          | Egyéni összetett |           |           | 108,70   | =56.     |
| Miroslav Cerar                                                                       | Talaj            | 18,75     | =17.      | kiesett  | kiesett  |
| Miroslav Cerar                                                                       | Ugrás            | 18,75     | 13.       | kiesett  | kiesett  |
| Miroslav Cerar                                                                       | Korlát           | 19,15     | =8.       | kiesett  | kiesett  |
| Miroslav Cerar                                                                       | Nyújtó           | 19,50     | =4.       | 19,400   | =5.      |
| Miroslav Cerar                                                                       | Gyűrű            | 19,05     | 11.       | kiesett  | kiesett  |
| Miroslav Cerar                                                                       | Lólengés         | 19,05     | 7.        | kiesett  | kiesett  |
| Miroslav Cerar                                                                       | Egyéni összetett |           |           | 114,25   | 8.       |
| Dragan Gagić                                                                         | Talaj            | 18,20     | =52.      | kiesett  | kiesett  |
| Dragan Gagić                                                                         | Ugrás            | 17,20     | 100.      | kiesett  | kiesett  |
| Dragan Gagić                                                                         | Korlát           | 16,05     | 110.      | kiesett  | kiesett  |
| Dragan Gagić                                                                         | Nyújtó           | 16,65     | 103.      | kiesett  | kiesett  |
| Dragan Gagić                                                                         | Gyűrű            | 17,90     | =79.      | kiesett  | kiesett  |
| Dragan Gagić                                                                         | Lólengés         | 18,70     | =18.      | kiesett  | kiesett  |
| Dragan Gagić                                                                         | Egyéni összetett |           |           | 104,70   | 87.      |
| Milenko Lekić                                                                        | Talaj            | 18,20     | =52.      | kiesett  | kiesett  |
| Milenko Lekić                                                                        | Ugrás            | 17,90     | =61.      | kiesett  | kiesett  |
| Milenko Lekić                                                                        | Korlát           | 17,95     | =70.      | kiesett  | kiesett  |
| Milenko Lekić                                                                        | Nyújtó           | 18,10     | 64.       | kiesett  | kiesett  |
| Milenko Lekić                                                                        | Gyűrű            | 18,05     | =71.      | kiesett  | kiesett  |
| Milenko Lekić                                                                        | Lólengés         | 17,85     | =69.      | kiesett  | kiesett  |
| Milenko Lekić                                                                        | Egyéni összetett |           |           | 108,05   | 66.      |
| Marsel Markulin                                                                      | Talaj            | 18,40     | 34.       | kiesett  | kiesett  |
| Marsel Markulin                                                                      | Ugrás            | 17,85     | =63.      | kiesett  | kiesett  |
| Marsel Markulin                                                                      | Korlát           | 17,80     | =78.      | kiesett  | kiesett  |
| Marsel Markulin                                                                      | Nyújtó           | 17,95     | =72.      | kiesett  | kiesett  |
| Marsel Markulin                                                                      | Gyűrű            | 18,20     | =59.      | kiesett  | kiesett  |
| Marsel Markulin                                                                      | Lólengés         | 17,25     | 85.       | kiesett  | kiesett  |
| Marsel Markulin                                                                      | Egyéni összetett |           |           | 107,45   | 71.      |
| Alojz Petrovič                                                                       | Talaj            | 18,10     | =62.      | kiesett  | kiesett  |
| Alojz Petrovič                                                                       | Ugrás            | 18,25     | =34.      | kiesett  | kiesett  |
| Alojz Petrovič                                                                       | Korlát           | 18,35     | =46.      | kiesett  | kiesett  |
| Alojz Petrovič                                                                       | Nyújtó           | 18,35     | =50.      | kiesett  | kiesett  |
| Alojz Petrovič                                                                       | Gyűrű            | 18,55     | =39.      | kiesett  | kiesett  |
| Alojz Petrovič                                                                       | Lólengés         | 18,30     | =42.      | kiesett  | kiesett  |
| Alojz Petrovič                                                                       | Egyéni összetett |           |           | 109,90   | 39.      |
| Ivan Čaklec Miroslav Cerar Dragan Gagić Milenko Lekić Marsel Markulin Alojz Petrovič | Csapat összetett |           |           | 550,80   | 9.       |

Női
| Versenyző        | Versenyszám      | Selejtező | Selejtező | Döntő    | Döntő    |
| Versenyző        | Versenyszám      | Pontszám  | Helyezés  | Pontszám | Helyezés |
| ---------------- | ---------------- | --------- | --------- | -------- | -------- |
| Mirjana Bilić    | Talaj            | 18,166    | 66.       | kiesett  | kiesett  |
| Mirjana Bilić    | Ugrás            | 18,132    | =26.      | kiesett  | kiesett  |
| Mirjana Bilić    | Felemás korlát   | 17,733    | 70.       | kiesett  | kiesett  |
| Mirjana Bilić    | Gerenda          | 17,999    | =40.      | kiesett  | kiesett  |
| Mirjana Bilić    | Egyéni összetett |           |           | 72,030   | =46.     |
| Tereza Kočiš     | Talaj            | 18,199    | =61.      | kiesett  | kiesett  |
| Tereza Kočiš     | Ugrás            | 17,532    | 57.       | kiesett  | kiesett  |
| Tereza Kočiš     | Felemás korlát   | 18,566    | =31.      | kiesett  | kiesett  |
| Tereza Kočiš     | Gerenda          | 18,066    | =36.      | kiesett  | kiesett  |
| Tereza Kočiš     | Egyéni összetett |           |           | 72,363   | 41.      |
| Nevenka Pogačnik | Talaj            | 17,266    | 87.       | kiesett  | kiesett  |
| Nevenka Pogačnik | Ugrás            | 17,400    | 62.       | kiesett  | kiesett  |
| Nevenka Pogačnik | Felemás korlát   | 18,033    | =53.      | kiesett  | kiesett  |
| Nevenka Pogačnik | Gerenda          | 15,733    | 94.       | kiesett  | kiesett  |
| Nevenka Pogačnik | Egyéni összetett |           |           | 68,432   | 78.      |

## Úszás
Férfi
| Versenyző                                                  | Versenyszám            | Előfutam | Előfutam | Előfutam | Elődöntő | Elődöntő | Elődöntő | Döntő   | Döntő    |
| Versenyző                                                  | Versenyszám            | Idő      | Hely.    | Össz.    | Idő      | Hely.    | Össz.    | Idő     | Helyezés |
| ---------------------------------------------------------- | ---------------------- | -------- | -------- | -------- | -------- | -------- | -------- | ------- | -------- |
| Gojko Arneri                                               | 100 m gyors            | 1:00,5   | 7.       | 39.      | kiesett  | kiesett  | kiesett  | kiesett | kiesett  |
| Janez Kocmur                                               | 100 m gyors            | 58,7     | 4.       | 28.      | kiesett  | kiesett  | kiesett  | kiesett | kiesett  |
| Milan Jeger                                                | 400 m gyors            | 4:41,4   | 4.       | 24.      |          |          |          | kiesett | kiesett  |
| Veljko Rogošić                                             | 400 m gyors            | 4:39,5   | 3.       | 20.      |          |          |          | kiesett | kiesett  |
| Veljko Rogošić                                             | 1500 m gyors           | 18:51,8  | 3.       | 18.      |          |          |          | kiesett | kiesett  |
| Veljko Rogošić                                             | 200 m pillangó         | 2:35,5   | 6.       | 27.      | kiesett  | kiesett  | kiesett  | kiesett | kiesett  |
| Lovro Radonić                                              | 200 m pillangó         | 3:00,6   | 7.       | 34.      | kiesett  | kiesett  | kiesett  | kiesett | kiesett  |
| Slobodan Kićović                                           | 1500 m gyors           | 20:29,0  | 6.       | 29.      |          |          |          | kiesett | kiesett  |
| Mihovil Dorčić                                             | 100 m hát              | 1:06,0   | 6.*      | 23.*     | kiesett  | kiesett  | kiesett  | kiesett | kiesett  |
| Đorđe Perišić                                              | 200 m mell             | 2:41,1   | 2.       | 7.       | 2:44,2   | 8.       | 16.      | kiesett | kiesett  |
| Milan Jeger Slobodan Kićović Vlado Brinovec Veljko Rogošić | 4 × 200 m gyorsváltó   | 8:49,8   | 7.       | 13.      |          |          |          | kiesett | kiesett  |
| Mihovil Dorčić Đorđe Perišić Veljko Rogošić Janez Kocmur   | 4 × 100 m vegyes váltó | 4:25,5   | 5.       | 13.      |          |          |          | kiesett | kiesett  |

* - egy másik versenyzővel azonos időt ért el

## Vitorlázás
Nyílt
| Versenyző                    | Versenyszám | Futam | Futam | Futam | Futam | Futam | Futam | Futam | Pontszám | Helyezés |
| Versenyző                    | Versenyszám | 1     | 2     | 3     | 4     | 5     | 6     | 7     | Pontszám | Helyezés |
| ---------------------------- | ----------- | ----- | ----- | ----- | ----- | ----- | ----- | ----- | -------- | -------- |
| Ante Pivčević                | Finn dingi  | 1043  | 499   | 1168  | 415   | 366   | 867   | (323) | 4358     | 10.      |
| Mario Fafangel Janko Kosmina | Csillaghajó | 671   | 738   | (370) | 613   | 671   | 671   | 613   | 3977     | 8.       |

## Vívás
Férfi
| Versenyző        | Versenyszám  | Csoportkör | Csoportkör       | Csoportkör | Csoportkör | Csoportkör        | Csoportkör  | Csoportkör        | Csoportkör | Csoportkör        | Csoportkör | Helyezés    |
| Versenyző        | Versenyszám  | 1. kör | 1. kör           | 2. kör | 2. kör     | Negyeddöntő       | Negyeddöntő | Elődöntő          | Elődöntő   | Döntő             | Döntő      | Helyezés    |
| Versenyző        | Versenyszám  | Ellenfél Eredmény | Hely.            | Ellenfél Eredmény | Hely.      | Ellenfél Eredmény | Hely.       | Ellenfél Eredmény | Hely.      | Ellenfél Eredmény | Hely.      | Helyezés    |
| ---------------- | ------------ | --- | ---------------- | --- | ---------- | ----------------- | ----------- | ----------------- | ---------- | ----------------- | ---------- | ----------- |
| Aleksandar Vasin | Kard, egyéni | 7. csoport · Palle Frey (DEN) · 5-2 · Ali Annabi (TUN) · 5-1 · David Tisler (URS) · 2-5 · Walter Köstner (EUA) · 3-5 · Gustavo Vassallo (ARG) · 4-5 · Rájátszás: · Gustavo Vassallo (ARG) · 5-4 · Palle Frey (DEN) · 2-5 | 3. Rájátszás: 1. | 4. csoport · Dumitru Mustață (ROU) · 5-3 · Jacques Lefèvre (FRA) · 3-5 · Jerzy Pawłowski (POL) · 1-5 · Jürgen Theuerkauff (EUA) · 4-5 · Nugzar Aszatiani (URS) · 2-5 | 5.         | kiesett           | kiesett     | kiesett           | kiesett    | kiesett           | kiesett    | helyezetlen |

Női
| Versenyző         | Versenyszám | Csoportkör | Csoportkör       | Csoportkör        | Csoportkör  | Csoportkör        | Csoportkör | Csoportkör        | Csoportkör | Helyezés    |
| Versenyző         | Versenyszám | 1. kör | 1. kör           | Negyeddöntő       | Negyeddöntő | Elődöntő          | Elődöntő   | Döntő             | Döntő      | Helyezés    |
| Versenyző         | Versenyszám | Ellenfél Eredmény | Hely.            | Ellenfél Eredmény | Hely.       | Ellenfél Eredmény | Hely.      | Ellenfél Eredmény | Hely.      | Helyezés    |
| ----------------- | ----------- | --- | ---------------- | ----------------- | ----------- | ----------------- | ---------- | ----------------- | ---------- | ----------- |
| Vera Jeftimijades | Tőr, egyéni | 8. csoport · Elly Botbijl (NED) · 4-1 · Régine Veronnet (FRA) · 4-1 · Kate Baxter (AUS) · 4-1 · Gillian Sheen (GBR) · 2-4 · Ginette Rossini (LUX) · 0-4 · Rájátszás: · Gillian Sheen (GBR) · 0-4 · Régine Veronnet (FRA) · 1-4 | 4. Rájátszás: 3. | kiesett           | kiesett     | kiesett           | kiesett    | kiesett           | kiesett    | helyezetlen |

## Vízilabda
| Jugoszláv férfi vízilabdacsapat-játékoskeret                       | Jugoszláv férfi vízilabdacsapat-játékoskeret                      |
| ------------------------------------------------------------------ | ----------------------------------------------------------------- |
| - Zdravko Ježić - Hrvoje Kačić - Milan Muškatirović - Ante Nardeli | - Mirko Sandić - Zlatko Šimenc - Božidar Stanišić - Marijan Žužej |

### Eredmények
Csoportkör
C csoport
| Csapat                 | M | Gy | D | V | G+ | G– | Gk  | P |
| ---------------------- | - | -- | - | - | -- | -- | --- | - |
| Jugoszlávia (YUG)      | 3 | 3  | 0 | 0 | 15 | 4  | +11 | 6 |
| Hollandia (NED)        | 3 | 1  | 1 | 1 | 9  | 8  | +1  | 3 |
| Dél-afrikai Unió (RSA) | 3 | 1  | 1 | 1 | 7  | 12 | –5  | 3 |
| Ausztrália (AUS)       | 3 | 0  | 0 | 3 | 7  | 14 | –7  | 0 |

| 1960. augusztus 25. 20:30 | Jugoszlávia (YUG) | 2 – 1 | Hollandia (NED) |  |
| 1960. augusztus 25. 20:30 | (1 – 1)           |       |                 |  |
| 1960. augusztus 25. 20:30 |                   |       |                 |  |

| 1960. augusztus 27. 11:00 | Jugoszlávia (YUG) | 7 – 1 | Dél-afrikai Unió (RSA) |  |
| 1960. augusztus 27. 11:00 | (3 – 0)           |       |                        |  |
| 1960. augusztus 27. 11:00 |                   |       |                        |  |

| 1960. augusztus 29. 22:15 | Jugoszlávia (YUG) | 6 – 2 | Ausztrália (AUS) |  |
| 1960. augusztus 29. 22:15 | (3 – 1)           |       |                  |  |
| 1960. augusztus 29. 22:15 |                   |       |                  |  |

Középdöntő
2. csoport
A táblázat tartalmazza a C csoportban lejátszott Jugoszlávia – Hollandia 2–1-es eredményt.
| Csapat                 | M | Gy | D | V | G+ | G– | Gk | P |
| ---------------------- | - | -- | - | - | -- | -- | -- | - |
| Jugoszlávia (YUG)      | 3 | 3  | 0 | 0 | 10 | 4  | +6 | 6 |
| Magyarország (HUN)     | 3 | 2  | 0 | 1 | 11 | 5  | +6 | 4 |
| Egyesült Államok (USA) | 3 | 1  | 0 | 2 | 11 | 19 | –8 | 2 |
| Hollandia (NED)        | 3 | 0  | 0 | 3 | 8  | 12 | –4 | 0 |

| 1960. augusztus 31. 12:00 | Jugoszlávia (YUG) | 6 – 2 | Egyesült Államok (USA) |  |
| 1960. augusztus 31. 12:00 | (3 – 1)           |       |                        |  |
| 1960. augusztus 31. 12:00 |                   |       |                        |  |

| 1960. szeptember 1. 23:20 | Jugoszlávia (YUG) | 2 – 1 | Magyarország (HUN) |  |
| 1960. szeptember 1. 23:20 | (1 – 1)           |       |                    |  |
| 1960. szeptember 1. 23:20 |                   |       |                    |  |

Döntő csoport
| 1960. szeptember 2. 23:30 | Olaszország (ITA) | 2 – 1 | Jugoszlávia (YUG) |  |
| 1960. szeptember 2. 23:30 | (1 – 0)           |       |                   |  |
| 1960. szeptember 2. 23:30 |                   |       |                   |  |

| 1960. szeptember 3. 21:50 | Szovjetunió (URS) | 4 – 3 | Jugoszlávia (YUG) |  |
| 1960. szeptember 3. 21:50 | (2 – 2)           |       |                   |  |
| 1960. szeptember 3. 21:50 |                   |       |                   |  |

A táblázat tartalmazza a középdöntőben lejátszott Jugoszlávia – Magyarország 2–1-es eredményt.
| Csapat             | M | Gy | D | V | G+ | G– | Gk | P |
| ------------------ | - | -- | - | - | -- | -- | -- | - |
| Olaszország (ITA)  | 3 | 2  | 1 | 0 | 7  | 4  | +3 | 5 |
| Szovjetunió (URS)  | 3 | 1  | 1 | 1 | 7  | 8  | –1 | 3 |
| Magyarország (HUN) | 3 | 0  | 2 | 1 | 7  | 8  | –1 | 2 |
| Jugoszlávia (YUG)  | 3 | 1  | 0 | 2 | 6  | 7  | –1 | 2 |

| Csapat            | Helyezés |
| ----------------- | -------- |
| Jugoszlávia (YUG) | 4.       |